# Розквит (Луганская область)
Розквит (укр. Розквіт) — посёлок, относится к Станично-Луганскому району Луганской области Украины.
Население по переписи 2001 года составляло 633 человека. Почтовый индекс — 93625. Телефонный код — 6472. Занимает площадь 1,53 км².

## История
В 1945 г. Указом ПВС УССР поселок 3-го отделения зерносовхоза «Индустрия» переименован в Розквит.

## Местный совет
93625, Луганська обл., Станично-Луганський р-н, с-ще Розквіт, вул. Шкільна, 1 (укр.)